# 泰奧加 (佛羅里達州)
泰奧加（英語：Tioga）是位於美國佛羅里達州阿拉楚阿縣的一個非建制地區。該地的面積和人口皆未知。

## 地理
泰奧加的座標為29°39′07″N 82°24′14″W / 29.65194°N 82.40389°W，而該地的平均海拔高度為19米（即62英尺）。